# Таловка (Юргамиський район)
Та́ловка (рос. Таловка) — село у складі Юргамиського району Курганської області, Росія. Входить до складу Скоблінської сільської ради.
Населення — 321 особа (2010, 411 у 2002).